# Domino (polská hudební skupina)
Domino byla polská hudební skupina věnující se žánru disco polo.

## Historie
Kapela byla založena v roce 1995 v Bělostoku. Zpočátku hráli ve složení: Marek Żurobski, Fabian Sielwonczuk, Mirosław Lewszuk. V lednu 1996 vydali svou první kazetu Filmowa miłość, která obsahovala písně Filmowa miłość a Tylko ty, ke kterým byly natočeny videoklipy. Písně byly vysílány na televizním kanálu Polsat v hudebním pořadu Disco Polo Live. Nejznámější písní skupiny je Filmowa miłość. Skupina vystoupila v roce 1996 na 1. ročníku Národního hudebního festivalu Disco Polo v Koszalinu s písní „Jesteś najpiękniejsza“. Na konci roku 1996 vydali píseň Świąteczna piosenka, ke které byl natočen videoklip. Později kapelu opustili Mirosław Lewczuk a Marek Żurobski (ten po odchodu z kapely odešel do Spojených států) a připojili se Tomasz Łotko a Mariusz Ładny. V létě 1999 skupina nahrála svou druhou kazetu Dzika plaża. K titulní skladbě Dzika plaża byl natočen videoklip. Na konci roku 1999 kapela ukončila činnost.
Dne 15. března 2022 zemřel v USA ve věku 54 let Marek Żurobski.

## Diskografie
- Filmowa miłość (leden 1996)[7]
- Dzika plaża (léto 1999)[4]

## Videoklipy
- Filmowa miłość (jaro 1996)
- Tylko ty (jaro 1996)
- Świąteczna piosenka (zima 1996)
- Dzika plaża (léto 1999)